# سینتیا پپر
سینتیا پپر (انگلیسی: Cynthia Pepper؛ متولد سینتیا آن کالپپر (Cynthia Anne Culpepper)؛ ۴ سپتامبر ۱۹۴۰) بازیگر آمریکایی است که کار اصلی او در اوایل دهه ۱۹۶۰ بود. او ستاره سریال تلویزیونی مارگی بود. پپر در ۴ سپتامبر ۱۹۴۰ در لس آنجلس متولد شد، او دختر جک پپر و همسر دوم پپر، دون استنتون است. مادرش رقصنده بود. پپر پس از فارغ‌التحصیلی از دبیرستان هالیوود به عنوان مدل مشغول به کار شد و در کلاس‌های شبانه در کالج شهر لس آنجلس شرکت کرد.